# Słownik warszawski
Warszawski Słownik języka polskiego – ośmiotomowy słownik języka polskiego opracowany w latach 1900–1927. W latach 1952–1953 ukazał się również w przedruku.

## Rys historyczny
Inicjatorem i twórcą koncepcji słownika był Jan Karłowicz. Prace nad słownikiem rozpoczęto w roku 1889, a finansowanie pochodziło od Kasy im. Mianowskiego i prenumeratorów. Po śmierci Karłowicza w 1903 prace nad  słownikiem kontynuowali dwaj pozostali redaktorzy: Adam Antoni Kryński i Władysław Niedźwiedzki. Z powodu trudności organizacyjnych i finansowych nie udało się w pełni zrealizować zamierzeń stworzenia wielkiego słownika historycznego.
We wstępie do zeszytu próbnego z roku 1895 autorzy piszą, że słownik jest dziełem „średniej objętości”, w którym postanowili „zgromadzić całość zasobu mowy naszej”, czyniąc go jednocześnie użytecznym dla praktycznego posługiwania się językiem polskim.

## Lematyzacja
Pod względem liczby zamieszczonych haseł jest jak dotąd najobszerniejszym słownikiem polszczyzny – liczy ok. 280 000 artykułów hasłowych. Słownictwo w dużym stopniu pochodzi ze słownika Lindego, ze Słownika wileńskiego oraz ze Słownika gwar polskich Karłowicza. Ponadto zawiera wybór wyrazów z tekstów od polszczyzny średniowiecznej do XIX wieku i terminologii z różnych dziedzin nauki i techniki, archaizmy, a również wyrażenia z gwary złodziejskiej. W słowniku znalazło się wiele form rzadkich i jedynie potencjalnie możliwych, w tym sztucznie tworzone czasowniki prefiksalne i rzeczowniki odprzymiotnikowe.

## Mikrostruktura
Struktura artykułu hasłowego nie opiera się na historycznym rozwoju znaczenia danego wyrazu, ale na logicznych powiązaniach między znaczeniami, począwszy od znaczeń konkretnych i przechodząc do znaczeń abstrakcyjnych. Ze względów praktycznych zrezygnowano z opisowych definicji semantycznych na rzecz podawania wyrazów synonimicznych. Stosunkowo niewiele uwagi poświęcono etymologii i gramatyce.
Według Tadeusza Piotrowskiego słownik wykazuje „umiarkowany nienormatywizm”. Jedynie przy niektórych hasłach podane są w formie ostrzeżeń wskazówki poprawnościowe.

## Krytyka
Słownik był przedmiotem krytyki ze względu na dobór haseł oraz opis mikrostrukturalny. Występują nieścisłości opisu w ramach poszczególnych artykułów hasłowych. Dane czerpano z różnych źródeł, bez ich odpowiedniego sprawdzania. Braki wykazują niektóre informacje źródłowe, często powtarzane są cytaty z Lindego, z podaniem tylko skrótu nazwiska autora, bez tytułu dzieła. Niewiele jest też przykładów ilustrujących użycie danego wyrazu. Słownik został skrytykowany m.in. przez Witolda Doroszewskiego.
Mimo głosów krytycznych Słownik warszawski wywarł na polską leksykografię znaczny wpływ, wiele haseł i definicji z tego słownika znalazło się w słowniku Doroszewskiego.